# Sacré-Cœur-de-Jésus (Capitale-Nationale)
Pour les articles homonymes, voir Sacré-Cœur de Jésus et Sacré-Cœur (homonymie).
Sacré-Cœur-de-Jésus est une ancienne municipalité de paroisse autrefois enclavée dans la ville de Québec, au Québec (Canada). Au cours de son existence, la municipalité a une vocation religieuse alors qu'elle est essentiellement constituée d'un hôpital administré par les Augustines de la Miséricorde de Jésus. Fondée en 1874, la municipalité est annexée à Québec en 1980.

## Toponymie
Le nom rappelle le Sacré-Cœur de Jésus, objet d'adoration des catholiques.
La paroisse civile de laquelle la municipalité est issue est d'abord nommée Notre-Dame-du-Sacré-Cœur. Son nom est changé pour Sacré-Cœur-de-Jésus en 1886.

## Géographie
Bordée au nord par la rivière Saint-Charles et au sud par le quartier Saint-Sauveur, le territoire de la municipalité était entièrement enclavé dans la ville de Québec.
L’ensemble immobilier formé de l'hôpital et ses dépendances sont entourés d’espaces verts plantés d'arbres.

## Histoire
L'hôpital du Sacré-Cœur ouvre en 1873. Il a alors pour mission d'accueillir et soigner les enfants abandonnés de Québec, ainsi que de prendre en charge les personnes atteintes d'épilepsie. Incorporé en personne morale en 1874, les lettres patentes de l'hôpital prévoient l'érection d'une paroisse civile détachée de Saint-Sauveur, comprenant l'« hôpital, ses bâtisses, église, enceintes et dépendances ». Les limites de la paroisse civile sont alors définies par celles de la propriété cléricale, soit la rue Saint-Vallier, au sud, la rivière Saint-Charles, au nord, la propriété de Félix Bigaouette, à l'est, et de l'autre côté, la propriété des héritiers Langlois. Sa superficie est alors de 37 ¹⁄₂ arpents, soit 12,8 ha.
En difficulté financières et afin d'être exemptée de taxes, l'hôpital est de nouveau détaché du territoire de la cité de Québec, Saint-Sauveur ayant été annexée à Québec entretemps. La municipalité de paroisse de Sacré-Cœur-de-Jésus est finalement annexée à la ville de Québec le 1er janvier 1980.
Au xxie siècle, les terrains et bâtiments sont entre autres occupés à des fins d'administration de la santé.